# Agaton Sax och den mörklagda ljusmaskinen
Agaton Sax och den mörklagda ljusmaskinen (1978) är Nils-Olof Franzéns elfte och sista roman om detektiven Agaton Sax.

## Handling
Storskurkarna Julius Mosca och Herr Gustafsson har rymt. De försöker omedelbart kidnappa både Agaton Sax och Lispington. Samtidigt har Agaton Sax vän i Brosnien, Andreas Kark, uppfunnit en sensationell maskin som producerar energi av solljus. Julius Mosca och Herr Gustafsson har naturligtvis tänkt lägga vantarna på denna maskin.
När Agaton Sax och Lispington spionerar på Herr Gustafsson blir Lispington tillfångatagen och fängslad i sin egen villa. Andreas Kark flyger från Brosnien till London med sin ljusmaskin. Herr Gustafssons och Julius Moscas ligor försöker nu samarbeta samtidigt som de lurar varandra. Till slut lyckas Agaton Sax, Lispington, Andreas Kark och en oväntad vän stoppa ligorna.